# 大栄町 (千葉県)
大栄町（たいえいまち）は千葉県香取郡の北西にあった町。

## 概要
2006年（平成18年）3月27日、成田市へ同郡下総町と共に編入合併された。
1985年（昭和60年）2月27日、東関東自動車道の成田IC-大栄IC間が供用開始し、成田国際空港に近い立地条件から工業団地や物流団地の整備が進み、企業が進出してきている。また、首都圏中央連絡自動車道の整備計画が進んでいる。

## 地理

### 隣接していた自治体
- 成田市
- 佐原市
- 香取郡
  - 神崎町
  - 下総町
  - 多古町
  - 栗源町
- 山武郡
  - 芝山町

## 歴史

### 地名の由来
1955年の大須賀村と昭栄村との合併に伴い、大須賀村の「大」と昭栄村の「栄」を併せ「大栄」とした。

### 沿革
- 1953年（昭和28年）5月18日 - 国道123号（現在の国道51号）が制定。
- 1955年（昭和30年）4月15日 - 昭栄村、大須賀村が合併して新設。
- 1985年（昭和60年）2月27日 - 東関東自動車道大栄ICが供用開始。
- 1991年（平成3年）11月19日 - 「大栄町コミュニティプラザホール」が開館[2]。
- 2006年（平成18年）
  - 3月22日 - 大栄町閉町式（大栄町コミュニティープラザホール）[3]。
  - 3月24日 - 大栄町閉庁式。
  - 3月27日 - 成田市に編入[1]。同日大栄町廃止。

### 行政区域変遷
- 変遷の年表

| 大栄町町域の変遷（年表） | 大栄町町域の変遷（年表） | 大栄町町域の変遷（年表） |
| 年                       | 月日                     | 旧大栄町町域に関連する行政区域変遷 |
| ------------------------ | ------------------------ | --- |
| 1889年（明治22年）       | 4月1日                   | 町村制施行に伴い、以下の村がそれぞれ発足。 - 大須賀村 ← 伊能村・掘籠村・所村・村田村・桜田村・馬乗里村・南敷村・横山村・柴田村・奈土村 - 本大須賀村 ← 香取郡吉岡村・津富浦村・中野村・稲荷山村・松子村・臼作村・新田村・前林村・ 一坪田村・久井崎村と下埴生郡十余三村の一部 |
| 1942年（昭和17年）       | 8月1日                   | 本大須賀村は改称し昭栄村になる。 |
| 1955年（昭和30年）       | 4月15日                  | 大須賀村と昭栄村が合併して大栄町が発足。 |
| 2006年（平成18年）       | 3月27日                  | 大栄町は下総町とともに成田市に編入され、消滅。 |

- 変遷表

| 大栄町町域の変遷表 | 大栄町町域の変遷表 | 大栄町町域の変遷表 | 大栄町町域の変遷表     | 大栄町町域の変遷表 | 大栄町町域の変遷表          | 大栄町町域の変遷表     | 大栄町町域の変遷表           | 大栄町町域の変遷表 |
| 1868年 以前        | 1868年 以前        | 1868年 以前        | 明治元年 - 明治22年    | 明治22年 4月1日    | 明治22年 - 昭和19年         | 昭和20年 - 昭和64年    | 平成元年 - 現在              | 現在               |
| ------------------ | ------------------ | ------------------ | ---------------------- | ------------------ | --------------------------- | ---------------------- | ---------------------------- | ------------------ |
| 香取郡             |                    | 伊能村             | 伊能村                 | 大須賀村           | 大須賀村                    | 昭和30年4月15日 大栄町 | 平成18年3月27日 成田市に編入 | 成田市             |
| 香取郡             | 掘籠村             |                    |                        | 大須賀村           | 大須賀村                    | 昭和30年4月15日 大栄町 | 平成18年3月27日 成田市に編入 | 成田市             |
| 香取郡             | 所村               |                    |                        | 大須賀村           | 大須賀村                    | 昭和30年4月15日 大栄町 | 平成18年3月27日 成田市に編入 | 成田市             |
| 香取郡             | 村田村             |                    |                        | 大須賀村           | 大須賀村                    | 昭和30年4月15日 大栄町 | 平成18年3月27日 成田市に編入 | 成田市             |
| 香取郡             | 桜田村             |                    |                        | 大須賀村           | 大須賀村                    | 昭和30年4月15日 大栄町 | 平成18年3月27日 成田市に編入 | 成田市             |
| 香取郡             | 馬乗里村           |                    |                        | 大須賀村           | 大須賀村                    | 昭和30年4月15日 大栄町 | 平成18年3月27日 成田市に編入 | 成田市             |
| 香取郡             | 南敷村             |                    |                        | 大須賀村           | 大須賀村                    | 昭和30年4月15日 大栄町 | 平成18年3月27日 成田市に編入 | 成田市             |
| 香取郡             | 横山村             |                    |                        | 大須賀村           | 大須賀村                    | 昭和30年4月15日 大栄町 | 平成18年3月27日 成田市に編入 | 成田市             |
| 香取郡             | 柴田村             |                    |                        | 大須賀村           | 大須賀村                    | 昭和30年4月15日 大栄町 | 平成18年3月27日 成田市に編入 | 成田市             |
| 香取郡             | 奈土村             |                    |                        | 大須賀村           | 大須賀村                    | 昭和30年4月15日 大栄町 | 平成18年3月27日 成田市に編入 | 成田市             |
| 香取郡             |                    | 吉岡村             | 吉岡村                 | 本大須賀村         | 昭和17年8月1日 昭栄村に改称 | 昭和30年4月15日 大栄町 | 平成18年3月27日 成田市に編入 | 成田市             |
| 香取郡             | 津富浦村           |                    |                        | 本大須賀村         | 昭和17年8月1日 昭栄村に改称 | 昭和30年4月15日 大栄町 | 平成18年3月27日 成田市に編入 | 成田市             |
| 香取郡             | 中野村             |                    |                        | 本大須賀村         | 昭和17年8月1日 昭栄村に改称 | 昭和30年4月15日 大栄町 | 平成18年3月27日 成田市に編入 | 成田市             |
| 香取郡             | 稲荷山村           |                    |                        | 本大須賀村         | 昭和17年8月1日 昭栄村に改称 | 昭和30年4月15日 大栄町 | 平成18年3月27日 成田市に編入 | 成田市             |
| 香取郡             | 松子村             |                    |                        | 本大須賀村         | 昭和17年8月1日 昭栄村に改称 | 昭和30年4月15日 大栄町 | 平成18年3月27日 成田市に編入 | 成田市             |
| 香取郡             | 臼作村             |                    |                        | 本大須賀村         | 昭和17年8月1日 昭栄村に改称 | 昭和30年4月15日 大栄町 | 平成18年3月27日 成田市に編入 | 成田市             |
| 香取郡             | 新田村             |                    |                        | 本大須賀村         | 昭和17年8月1日 昭栄村に改称 | 昭和30年4月15日 大栄町 | 平成18年3月27日 成田市に編入 | 成田市             |
| 香取郡             | 前林村             |                    |                        | 本大須賀村         | 昭和17年8月1日 昭栄村に改称 | 昭和30年4月15日 大栄町 | 平成18年3月27日 成田市に編入 | 成田市             |
| 香取郡             | 一坪田村           |                    |                        | 本大須賀村         | 昭和17年8月1日 昭栄村に改称 | 昭和30年4月15日 大栄町 | 平成18年3月27日 成田市に編入 | 成田市             |
| 香取郡             | 久井崎村           |                    |                        | 本大須賀村         | 昭和17年8月1日 昭栄村に改称 | 昭和30年4月15日 大栄町 | 平成18年3月27日 成田市に編入 | 成田市             |
| 下埴生郡           |                    |                    | 明治5年 十余三村の一部 | 本大須賀村         | 昭和17年8月1日 昭栄村に改称 | 昭和30年4月15日 大栄町 | 平成18年3月27日 成田市に編入 | 成田市             |

## 産業
畑作中心の農業で、サツマイモ、ダイコン、ラッカセイ、スイカ、メロンなどを主に栽培されている。中でもベニアズマを中心としたサツマイモは粗生産額・作付面積と共に全国トップクラスで県内第一位の生産量を誇る特産品で、その品質と味の良さについては最上級といわれ、東京市場に出荷されている。この様な中、新たなブランド品として「大栄愛娘（たいえいまなむすめ）」を作り、生産者が協定を結び、苗から出荷まで高品質にこだわったサツマイモを生産している。また酪農や養豚も行われている。

## 教育

### 幼稚園・保育所
- 大栄町立大栄幼稚園
- 大栄町立大栄保育所

### 小学校
- 大栄町立桜田小学校
- 大栄町立大須賀小学校
- 大栄町立川上小学校
- 大栄町立津富浦小学校
- 大栄町立前林小学校

### 中学校
- 大栄町立大栄中学校

### 専門学校
- NATS/ニホン・オートモービル・カレッジ（現・日本自動車大学校）

## 交通

### 道路
- 高速道路
  - 東関東自動車道
    - 大栄IC
    - 大栄PA
- 有料道路
  - 東総有料道路
- 一般国道
  - 国道51号
- 主要地方道
  - 千葉県道44号成田小見川鹿島港線
  - 千葉県道79号横芝下総線
- 一般県道
  - 千葉県道110号郡停車場大須賀線
  - 千葉県道113号佐原多古線

## 観光
- 大慈恩寺
761年（天平宝字5年）唐の鑑真大和尚が創建し、鎌倉時代末期、この地を治めていた豪族大須賀氏（千葉氏の一族）に招かれた真源が中興開山したとされる真言宗の寺。成田山新勝寺よりも80年早く、この地方では印旛郡栄町の龍角寺と並んで最も古い寺院とされている。室町時代初頭の1341年（暦応4年）足利尊氏の弟・直義は、この寺を足利幕府の祈願所とし、後醍醐天皇や南北朝の内乱の犠牲者の冥福を祈るための安国寺利生塔を建立した（利生塔は1902年〔明治35年〕に倒壊し現在は基礎のみ残存）。この時代、足利氏の手厚い保護を受け北総地域有数の寺院のして全盛を誇った。江戸時代には、御朱印寺（徳川家より代々土地を寄進）の格式を与えられ朱印地20石を有する。本尊には清涼寺様式の釈迦如来実像が安置され、歴史の深いことから天皇家とのかかわりもあり、香取神宮に参詣する天皇の勅使だけが使用した勅使門や，数多くの歴史的資料が残されている。周囲の森林公園は　千葉県郷土環境保全地区となっている。

## その他
- 正式な読みは「たいえい」だが、地元では「だいえい」と訛る人が多い。

## 出身・ゆかりのある人物
- 石橋謹二（本大須賀村長、大地主、農業、貴族院議員、千葉県多額納税者、資産家、佐原興業銀行頭取、名望家）
- 石橋毅（千葉県多額納税者、計器製作業、石橋計器製作所主）